# كلية مدينة نيويورك
كلية مدينة نيويورك (بالإنجليزية: City College of New York)‏ هي كلية، وجامعة، ومؤسسة تعليمية عامة في الولايات المتحدة، تأسست في 1846، في الولايات المتحدة، وكان مؤسسها هو تاونسند هاريس.